# ESK (装甲車)
ESK ムンゴ（ESK Mungo）は、ドイツのクラウス＝マッファイとラインメタルが製造する装甲多目的トラックである。
ESKとは、（ドイツ語: Einsatzfahrzeug Spezialisierte Kräfte）の略称であり、ムンゴとは、ドイツ語で広義にはマングースの愛称（正式にはMangusten）であり、狭義にはジャワマングースとハイイロマングースを指す（詳細はde:Mungoを参照）。

## 概要
ESKは、ハコ社製マルチカーシリーズの一種のM30/FUMO多目的小型トラックをベースにしており、クラウス＝マッファイとラインメタルが車体を製造している。2005年から生産が開始されており、ドイツ連邦軍は396輌を発注しているほか、さらに441輌を追加発注する計画である。
ESKは、ドイツ陸軍の航空機動作戦師団と特殊作戦師団（Division Spezielle Operationen、特殊部隊のKSKも同師団の傘下にある）に配備されている。
このため、ESKはISAFに派遣される形でアフガニスタンでの作戦行動に従事していたが、アフガニスタンの余りに険しい悪路に適応しきれず整備がままならないことが判明したため、2008年にESKは全てアフガニスタンから撤収させ、ほかの車両に置き換えることとなった。
2009年5月19日、ドイツ陸軍はESKの内部容積を倍増させたNBC偵察車両仕様を、試作車1輌と量産型25輌発注した。